# Mieczysław Szcześniak

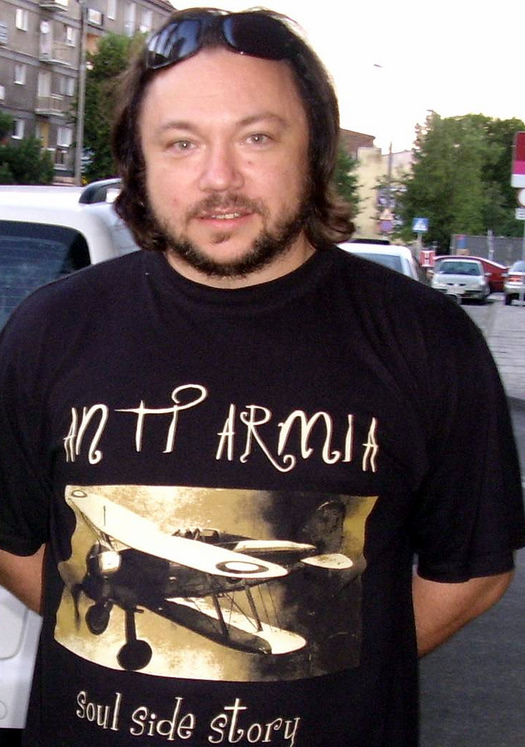
Mietek Szcześniak (2007)

Mieczysław (Mietek) „Miecz“ Wojciech Szcześniak (* 9. Juli 1964 in Kalisz, Polen) ist ein polnischer Musiker.

## Leben und Wirken
Schon als kleiner Junge interessierte sich Mietek sehr für Musik. 1985 hatte er sein Debüt in Polen. Er nahm für Polen am Eurovision Song Contest 1999 teil und belegte dort mit dem Song Przytul mnie mocno den 18. Platz.

## Soloalben
- Niby nowy (Debütalbum)
- Raduj się świecie – kolędy
- Czarno na białym
- Spoza nas
- Kiedyś
- Niby nowy
- Zwykły cud
- Nierówni (PL: Gold)[2]

## Kollaboalben
- Wstawaj (feat. Mezo Tabb)
- Songs from Yesterday (mit Krzysztof Herdzin, PL: Platin)